# Vacaria (kommun)
Vacaria är en kommun i Brasilien.   Den ligger i delstaten Rio Grande do Sul, i den södra delen av landet, 1 400 km söder om huvudstaden Brasília. Antalet invånare är 61 345.
Följande samhällen finns i Vacaria:
- Vacaria
- Estrela

Trakten runt Vacaria består till största delen av jordbruksmark. Runt Vacaria är det ganska tätbefolkat, med 72 invånare per kvadratkilometer.